# Giải bóng đá Cúp Quốc gia 2018
Giải bóng đá Cúp Quốc gia 2018, tên gọi chính thức là Giải bóng đá Cúp Quốc gia Sư Tử Trắng 2018 (tiếng Anh: National Cup 2018) vì lý do tài trợ, là mùa giải thứ 26 của Giải bóng đá Cúp Quốc gia do Công ty Cổ phần Bóng đá Chuyên nghiệp Việt Nam (VPF) tổ chức. Giải đấu diễn ra từ ngày 8 tháng 4 đến ngày 14 tháng 10 năm 2018 với sự tham gia của 23 câu lạc bộ thuộc hai giải đấu V.League 1 và V.League 2. Đội vô địch mùa giải này sẽ đại diện cho Việt Nam tham dự Cúp AFC 2019 và thi đấu trận Siêu cúp Quốc gia 2018.

## Thể thức thi đấu
- Vòng loại, vòng 1/8 và trận chung kết: Các đội thi đấu theo thể thức loại trực tiếp 1 lượt trận.[5]
- Vòng tứ kết và bán kết: Thi đấu theo thể thức loại trực tiếp hai lượt trận, có áp dụng luật bàn thắng sân khách.
- Hai câu lạc bộ thua ở bán kết cùng đoạt giải Ba.[6]
- Nếu kết quả hòa sau 90 phút thi đấu chính thức (hoặc sau khi xét tỷ số bàn thắng sân khách vẫn hòa nhau ở tứ kết và bán kết), hai đội sẽ thi đấu luân lưu 11m để xác định đội thắng.

### Quy định trong trận đấu
- Mỗi đội bóng đăng ký 11 cầu thủ thi đấu chính thức và 9 cầu thủ dự bị trong một trận đấu.
- Nếu đội hạng Nhất gặp đội Ngoại hạng thì đội Ngoại hạng không được sử dụng ngoại binh. Còn nếu hai đội Ngoại hạng gặp nhau thì mỗi đội chỉ sử dụng tối đa 2 ngoại binh trên sân.
- Mỗi đội được quyền thay đổi tối đa 3 cầu thủ trong trận đấu.

### Phân loại giải đấu
| Vòng đấu  | Số đội bóng vào thẳng                      | Số đội bóng từ vòng trước |
| --------- | ------------------------------------------ | ------------------------- |
| Vòng loại | 5 đội từ V.League 1 và 9 đội từ V.League 2 | —                         |
| Vòng 1/8  | 9 đội từ V.League 1                        | 7 đội thắng vòng loại     |
| Tứ kết    | —                                          | 8 đội thắng vòng 1/8      |
| Bán kết   | —                                          | 4 đội thắng vòng tứ kết   |
| Chung kết | —                                          | 2 đội thắng vòng bán kết  |

## Giải thưởng
| Vòng đấu    | Tiền thưởng       |
| ----------- | ----------------- |
| Vòng loại   | 10.000.000 VND    |
| Vòng 1/8    | 20.000.000 VND    |
| Vòng tứ kết | 30.000.000 VND    |
| Hạng Ba     | 200.000.000 VND   |
| Á quân      | 500.000.000 VND   |
| Vô địch     | 1.000.000.000 VND |

## Lịch thi đấu
Lịch thi đấu Giải bóng đá Cúp Quốc gia 2018 được VPF ban hành ngày 28 tháng 3 năm 2018.
| Vòng đấu     | Lượt đi                           | Lượt về                           |
| ------------ | --------------------------------- | --------------------------------- |
| Vòng loại    | 8 tháng 4 và 9 tháng 4 năm 2018   | 8 tháng 4 và 9 tháng 4 năm 2018   |
| Vòng 1/8     | 28 tháng 4 và 29 tháng 4 năm 2018 | 28 tháng 4 và 29 tháng 4 năm 2018 |
| Vòng tứ kết  | 11 tháng 5 năm 2018               | 15 tháng 5 năm 2018               |
| Vòng bán kết | 1 tháng 9 năm 2018                | 5 tháng 9 năm 2018                |
| Chung kết    | 15 tháng 10 năm 2018              | 15 tháng 10 năm 2018              |

## Vòng loại
| Bình Định            | 1–0      | Viettel |
| -------------------- | -------- | ------- |
| - Lê Vũ Quốc Nhật 3' | Chi tiết |         |

| Xi măng Fico Tây Ninh | 0–1      | Bình Phước      |
| --------------------- | -------- | --------------- |
|                       | Chi tiết | - Lâm Thuận 28' |

| Long An              | 1–1      | Công An Nhân Dân  |
| -------------------- | -------- | ----------------- |
| - Nguyễn Tuấn Anh 8' | Chi tiết | - Vũ Mạnh Duy 40' |
| Loạt sút luân lưu    |          |                   |
|                      | 11–10    |                   |

| Huế         | 1–2      | Sanna Khánh Hòa Biển Việt Nam              |
| ----------- | -------- | ------------------------------------------ |
| - Võ Lý 84' | Chi tiết | - Trần Văn Tùng 64' - Phạm Trùm Tỉnh 90+3' |

| Hoàng Anh Gia Lai                                                                                 | 5–0      | Than Quảng Ninh |
| ------------------------------------------------------------------------------------------------- | -------- | --------------- |
| - Nguyễn Văn Toàn 10' - Lương Xuân Trường 36' (ph.đ.) - Rimario 46', 70' - Nguyễn Công Phượng 86' | Chi tiết |                 |

| Hà Nội                                                                 | 0–0      | Đắk Lắk                                                          |
| ---------------------------------------------------------------------- | -------- | ---------------------------------------------------------------- |
|                                                                        | Chi tiết |                                                                  |
| Loạt sút luân lưu                                                      |          |                                                                  |
| - Nguyễn Văn Quyết - Hoàng Vũ Samson - Nguyễn Quang Hải - Đỗ Hùng Dũng | 4–2      | - Y Thăng Eban - Bùi Hoàng Mỹ - Phạm Đức Anh - Nguyễn Quốc Thanh |

| Thành phố Hồ Chí Minh | 1–0      | Đồng Tháp |
| --------------------- | -------- | --------- |
| - Vũ Ngọc Thịnh 22'   | Chi tiết |           |

## Vòng 1/8
| Bình Phước                                              | 2–0      | Nam Định |
| ------------------------------------------------------- | -------- | -------- |
| - Cao Minh Tạo 84' - Đặng Trần Hoàng Nhựt 90+3' (ph.đ.) | Chi tiết |          |

| Sanna Khánh Hòa Biển Việt Nam                         | 2–1      | Hải Phòng                |
| ----------------------------------------------------- | -------- | ------------------------ |
| - Trần Văn Vũ 15' (ph.đ.) - Nguyễn Hoàng Quốc Chí 50' | Chi tiết | Nguyễn Vũ Hoàng Dương 8' |

| Becamex Bình Dương                        | 2–0      | Bình Định |
| ----------------------------------------- | -------- | --------- |
| - Nguyễn Anh Đức 17' - Trịnh Duy Long 40' | Chi tiết |           |

| Quảng Nam               | 2–3      | Hoàng Anh Gia Lai                                                       |
| ----------------------- | -------- | ----------------------------------------------------------------------- |
| - Hà Minh Tuấn 51', 55' | Chi tiết | - Nguyễn Công Phượng 39', 90+2' (ph.đ.) - Lương Xuân Trường 71' (ph.đ.) |

| Hà Nội                                                           | 5–0      | Sài Gòn |
| ---------------------------------------------------------------- | -------- | ------- |
| - Hoàng Vũ Samson 45+1', 79' - Oseni 58', 60' - Đỗ Hùng Dũng 70' | Chi tiết |         |

| FLC Thanh Hóa                                  | 2–0      | Long An |
| ---------------------------------------------- | -------- | ------- |
| - Nguyễn Trọng Hoàng 83' - Hoàng Đình Tùng 87' | Chi tiết |         |

| SHB Đà Nẵng                                                           | 4–2      | Xổ số kiến thiết Cần Thơ |
| --------------------------------------------------------------------- | -------- | ------------------------ |
| - Nguyễn Thanh Hải 15' - Hà Đức Chinh 28' - Junior 87' - Đỗ Merlo 89' | Chi tiết | Wander 26', 69'          |

| Sông Lam Nghệ An                      | 2–0      | Thành phố Hồ Chí Minh |
| ------------------------------------- | -------- | --------------------- |
| - Hồ Tấn Tài 22' - Phạm Xuân Mạnh 84' | Chi tiết |                       |

## Vòng tứ kết

### Lượt đi
| FLC Thanh Hóa                             | 2–0      | Bình Phước |
| ----------------------------------------- | -------- | ---------- |
| - Hoàng Đình Tùng 9' - Mai Tiến Thành 50' | Chi tiết |            |

| SHB Đà Nẵng    | 1–3      | Sông Lam Nghệ An                          |
| -------------- | -------- | ----------------------------------------- |
| - Đỗ Merlo 83' | Chi tiết | - Hồ Tuấn Tài 47', 50' - Phan Văn Đức 66' |

| Sanna Khánh Hòa Biển Việt Nam | 0–1      | Becamex Bình Dương   |
| ----------------------------- | -------- | -------------------- |
|                               | Chi tiết | - Đinh Hoàng Max 40' |

| Hoàng Anh Gia Lai                                         | 2–2      | Hà Nội                               |
| --------------------------------------------------------- | -------- | ------------------------------------ |
| - Đỗ Duy Mạnh 57' (l.n.) - Nguyễn Công Phượng 82' (ph.đ.) | Chi tiết | - Oseni 45+2' - Nguyễn Quang Hải 71' |

### Lượt về
| Bình Phước            | 1–1      | FLC Thanh Hóa      |
| --------------------- | -------- | ------------------ |
| - Trương Văn Tuấn 76' | Chi tiết | - Vũ Minh Tuấn 42' |

FLC Thanh Hóa thắng với tổng tỷ số 3–1.
| Sông Lam Nghệ An                       | 2–0      | SHB Đà Nẵng |
| -------------------------------------- | -------- | ----------- |
| - Phan Văn Đức 14' - Hồ Tuấn Tài 90+3' | Chi tiết |             |

Sông Lam Nghệ An thắng với tổng tỷ số 5–1.
| Becamex Bình Dương                                  | 3–1      | Sanna Khánh Hòa Biển Việt Nam |
| --------------------------------------------------- | -------- | ----------------------------- |
| - Nguyễn Anh Đức 24' - Romario 64' - Hồ Sỹ Giáp 78' | Chi tiết | - Hoàng Nhật Nam 89' (ph.đ.)  |

Becamex Bình Dương thắng với tổng tỷ số 4–1.
| Hà Nội                   | 1–1      | Hoàng Anh Gia Lai     |
| ------------------------ | -------- | --------------------- |
| - Nguyễn Thành Chung 81' | Chi tiết | - Nguyễn Văn Toàn 41' |

Tổng tỷ số là 3–3, Hà Nội thắng theo luật bàn thắng sân khách.

## Vòng bán kết

### Lượt đi
| Hà Nội                                               | 3–3      | Becamex Bình Dương                        |
| ---------------------------------------------------- | -------- | ----------------------------------------- |
| - Hoàng Vũ Samson 36' - Đỗ Hùng Dũng 70' - Moses 76' | Chi tiết | - Đinh Hoàng Max 28' - Tô Văn Vũ 37', 53' |

| FLC Thanh Hóa            | 2–3      | Sông Lam Nghệ An                    |
| ------------------------ | -------- | ----------------------------------- |
| - Omar 12' - Rimario 37' | Chi tiết | - Jermie Lynch 18', 87' - Olaha 22' |

### Lượt về
| Sông Lam Nghệ An | 0–4      | FLC Thanh Hóa                                                            |
| ---------------- | -------- | ------------------------------------------------------------------------ |
|                  | Chi tiết | - Nguyễn Minh Tùng 15' - Omar 65' - Nguyễn Trọng Hoàng 68' - Rimario 84' |

FLC Thanh Hóa thắng với tổng tỷ số 6–3.
| Becamex Bình Dương | 0–0      | Hà Nội |
| ------------------ | -------- | ------ |
|                    | Chi tiết |        |

Tổng tỷ số là 3–3, Becamex Bình Dương thắng theo luật bàn thắng sân khách.

## Trận chung kết
Trận chung kết của Cúp Quốc gia 2018 ban đầu được dự kiến được diễn ra trong hai lượt trận vào ngày 15 tháng 10 năm 2018. Tuy nhiên, sau sự qua đời của Trần Đại Quang và Đỗ Mười, lịch thi đấu các vòng 24, 25 và 26 của V.League 1 bị chuyển thời gian, dẫn đến ngày diễn ra các trận bán kết lượt về cũng bị thay đổi. Vì vậy, VPF đã quyết định tổ chức trận chung kết trong một lượt duy nhất.
| Becamex Bình Dương                                      | 3–1      | FLC Thanh Hóa |
| ------------------------------------------------------- | -------- | ------------- |
| - Tô Văn Vũ 16' - Hồ Sỹ Giáp 37' - Nguyễn Trung Tín 65' | Chi tiết | Omar 44'      |

## Cầu thủ ghi bàn hàng đầu
Tính đến 15 tháng 10 năm 2018 
| Thứ hạng | Cầu thủ            | Câu lạc bộ                      | Số bàn thắng |
| -------- | ------------------ | ------------------------------- | ------------ |
| 1        | Nguyễn Công Phượng | Hoàng Anh Gia Lai               | 4            |
| 1        | Hồ Tuấn Tài        | Sông Lam Nghệ An                | 4            |
| 1        | Rimario Gordon     | Hoàng Anh Gia Lai/FLC Thanh Hóa | 4            |
| 1        | Tô Văn Vũ          | Becamex Bình Dương              | 4            |
| 5        | Ganiyu Oseni       | Hà Nội                          | 3            |
| 5        | Hoàng Vũ Samson    | Hà Nội                          | 3            |
| 5        | Pape Omar Faye     | FLC Thanh Hóa                   | 3            |
| 8        | Đỗ Hùng Dũng       | Hà Nội                          | 2            |
| 8        | Lương Xuân Trường  | Hoàng Anh Gia Lai               | 2            |
| 8        | Nguyễn Văn Toàn    | Hoàng Anh Gia Lai               | 2            |
| 8        | Hà Minh Tuấn       | Quảng Nam                       | 2            |
| 8        | Wander Luiz        | XSKT Cần Thơ                    | 2            |
| 8        | Hoàng Đình Tùng    | FLC Thanh Hóa                   | 2            |
| 8        | Nguyễn Trọng Hoàng | FLC Thanh Hóa                   | 2            |
| 8        | Đỗ Merlo           | SHB Đà Nẵng                     | 2            |
| 8        | Nguyễn Anh Đức     | Becamex Bình Dương              | 2            |
| 8        | Đinh Hoàng Max     | Becamex Bình Dương              | 2            |
| 8        | Phan Văn Đức       | Sông Lam Nghệ An                | 2            |
| 8        | Jermie Lynch       | Sông Lam Nghệ An                | 2            |
| 8        | Hồ Sỹ Giáp         | Becamex Bình Dương              | 2            |

## Truyền hình
Các trận đấu tại Cúp Quốc gia 2018 được trực tiếp trên kênh Bóng đá TV, Thể thao TV.